# Teabagging

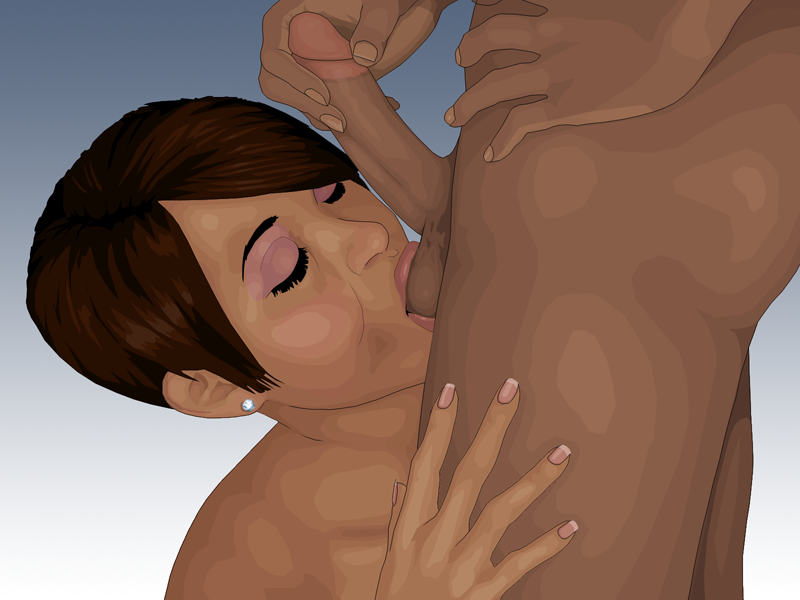
En kvinna som utför teabagging på en man.

Teabagging är ett engelsk slanguttryck för den sexuella aktiviteten som involverar en man som placerar sin pung i den sexuella partnerns mun, ansikte eller huvud för sexuell stimulering. Namnet på aktiviteten, när den utförs repetitivt i upp och ned rörelser, kan härledas till att det påminner om när man dippar en tepåse i en kopp av varmt vatten för att få smak på teet. 

## Utövning
Likaledes som att pungen är sexuellt känslig och en erogen zon likt penisen gör det att stimulering av pungen är en del av oralsex för många män. Många män kan njuta av stimulationen men alla män gör inte det. Många sexologer föreslår att varierande tekniker under fellatio kan användas för att öka den sexuella partnerns njutning. Det inkluderar bland annat att försiktigt suga eller tugga på pungen och testiklarna eller att använda läpparna för att nå minimal kontakt med tänderna.